# Poggio Moiano
Poggio Moiano település Olaszországban, Lazio régióban, Rieti megyében. Lakosainak száma 2808 fő (2023. január 1.). Poggio Moiano Colle di Tora, Monteleone Sabino, Poggio Nativo, Rocca Sinibalda, Torricella in Sabina, Scandriglia, Frasso Sabino és Pozzaglia Sabina községekkel határos.

## Népesség
A település lakossága az elmúlt években az alábbi módon változott:
| Lakosok száma | 2705 | 2651 | 2808 |
|               | 2017 | 2018 | 2023 |